# Cervecería La Sureña

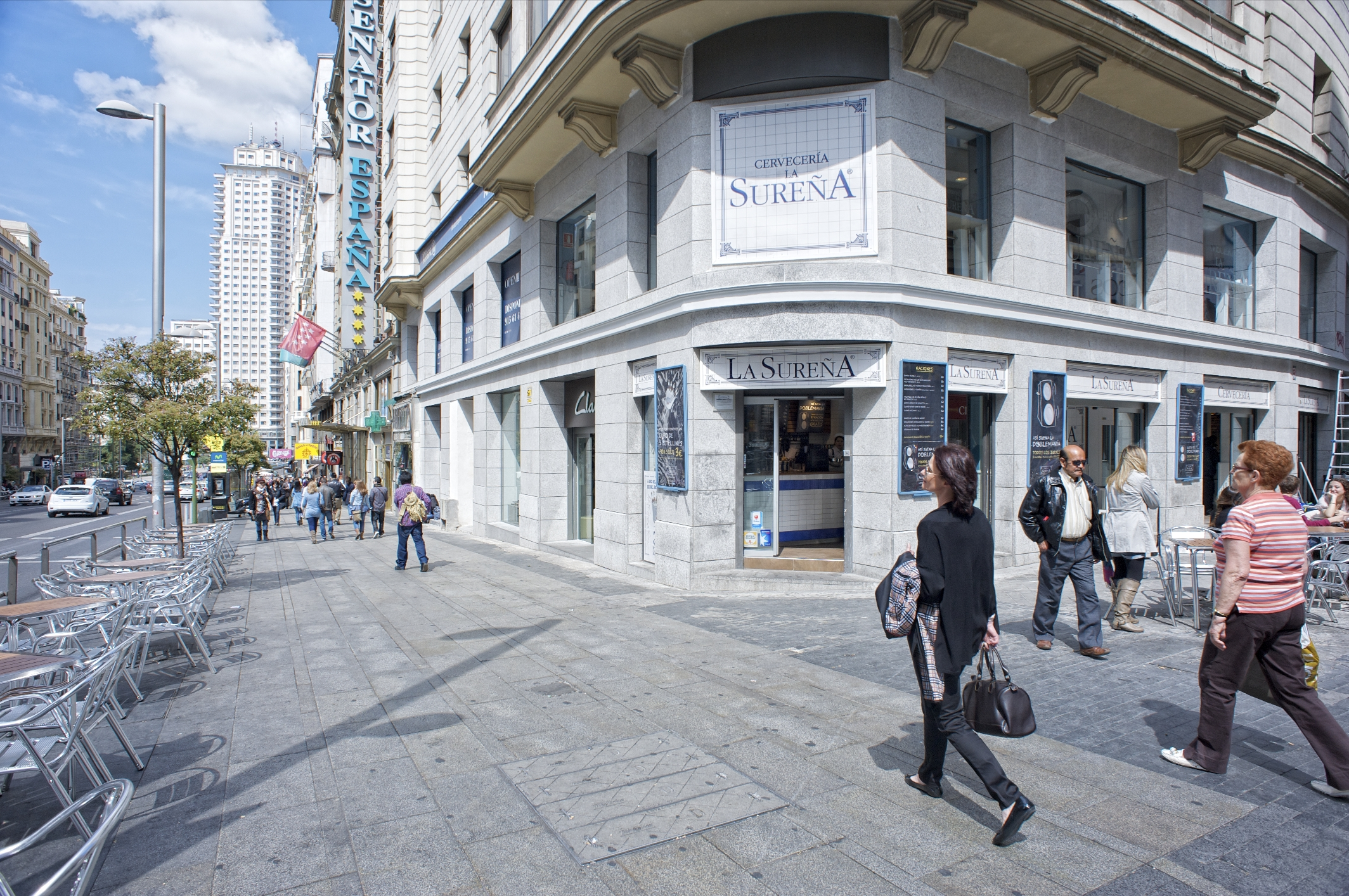
La Sureña en el centro de la Gran Vía madrileña

La Cervecería La Sureña es una franquicia de restauración española creada en 2010. Pertenece al Grupo Restalia, junto a la Cervecería 100 Montaditos y a la hamburguesería The Good Burger (TGB).

## El concepto
La Cervecería La Sureña tiene un concepto de restauración que conjuga productos españoles como el jamón serrano, las gambas y el chorizo con un único precio para todas sus raciones y una operativa de fast food. Uno de sus elementos de identidad es un cubo de latón en el que se sirven botellines de cerveza sobre hielo picado.
Dentro de cada restaurante existen dos espacios: uno destinado a ordenar los pedidos y otro en el que se recoge la comida encargada. Los locales están decorados con los colores blanco y celeste, queriendo transmitir el estilo de un local costero andaluz.

## Historia
Actualmente, Cervecería La Sureña está presente en las comunidades autónomas de Aragón, Andalucía, Asturias, Extremadura, Comunidad de Madrid, Comunidad Valenciana, Cataluña, Castilla y León,  Castilla-La Mancha, Cantabria, Murcia, Canarias, Navarra y País Vasco. En la actualidad dispone cerca de 100 restaurantes en funcionamiento distribuidos en toda la geografía española.

## Premios y reconocimientos
- Tormo & Asociados: XVI Edición Premios Franquicias Hoy. "Premio Avanza" (2011).